# 新潟芽生会
新潟芽生会（にいがためばえかい）とは、全国の料亭・料理屋の若主人の会、全国芽生会連合会のひとつである。
母体に全国料理業生活衛生同業組合連合会（全料連）がある。

## 概要
1959年（昭和34年）に創立。新潟市を代表する老舗料亭の若主人の会である。

## 活動
創立以来、定期・不定期の行事等を通じて地元住民に伝統的日本食文化を提供している。また、存続・発展に向けた様々な活動も行っている。
- 新潟での日本料理の研究や研修
- 古町芸妓の発展と存続への取り組み。
- 新潟市内の例年の市民イベントである「にいがた食の陣」への出店
- その他、新潟市内で開催される各種イベントへの参加、提供